# SM-liiga 2004/05
Die Saison 2004/05 war die 30. Spielzeit der SM-liiga. Finnischer Eishockey-Meister wurde zum dritten Mal Kärpät Oulu.

## Reguläre Saison

### Modus
Jedes Team musste viermal gegen jedes andere Team in der Liga und achtmal zusätzlich gegen örtlich nahegelegene Mannschaften spielen. Jedes Spiel bestand aus drei Dritteln à 20 Minuten. Sollte es nach der regulären Zeit unentschieden gestanden haben, wurden fünf Minuten Verlängerung gespielt. Das erste Tor in der Verlängerung entschied das Spiel für die Mannschaft, die das Tor geschossen hatte. Im Fall, dass nach der Verlängerung immer noch kein Sieger gefunden war, wurde das Spiel durch Penalty-Schießen entschieden.
Ein Sieg in der regulären Spielzeit brachte einer Mannschaft drei Punkte. Ein Sieg und eine Niederlage nach Verlängerung wurde mit zwei bzw. einem Punkt vergütet. Für eine Niederlage in regulärer Spielzeit gab es keine Punkte.

### Abschlusstabelle
Quelle:
Abkürzungen: Sp = Spiele, S = Siege, SnV = Siege nach Verlängerung, NnV = Niederlagen nach Verlängerung, N = Niederlagen, T = Tore, GT = Gegentore, TD = Tordifferenz
| Pl  | Mannschaft      | Sp | S  | SnV | NnV | N  | T   | GT  | TD   | Punkte |
| --- | --------------- | -- | -- | --- | --- | -- | --- | --- | ---- | ------ |
| 1.  | Kärpät          | 56 | 35 | 5   | 6   | 10 | 190 | 122 | +68  | 121    |
| 2.  | Jokerit         | 56 | 34 | 4   | 3   | 15 | 163 | 96  | +67  | 113    |
| 3.  | HPK Hämeenlinna | 56 | 24 | 17  | 2   | 13 | 196 | 128 | +68  | 108    |
| 4.  | Helsingfors IFK | 56 | 29 | 5   | 7   | 15 | 162 | 116 | +46  | 104    |
| 5.  | Rauman Lukko    | 56 | 28 | 4   | 6   | 18 | 152 | 130 | +22  | 98     |
| 6.  | TPS Turku       | 56 | 22 | 8   | 10  | 16 | 146 | 142 | +4   | 92     |
| 7.  | Tampereen Ilves | 56 | 22 | 6   | 8   | 20 | 164 | 179 | −15  | 86     |
| 8.  | JYP             | 56 | 23 | 2   | 7   | 24 | 147 | 148 | −1   | 80     |
| 9.  | Tappara         | 56 | 17 | 8   | 6   | 25 | 151 | 172 | −21  | 73     |
| 10. | Ässät           | 56 | 15 | 8   | 6   | 27 | 140 | 178 | −38  | 67     |
| 11. | Espoo Blues     | 56 | 15 | 5   | 6   | 30 | 139 | 159 | −20  | 61     |
| 12. | SaiPa           | 56 | 11 | 7   | 5   | 33 | 145 | 195 | −50  | 52     |
| 13. | Pelicans        | 56 | 7  | 3   | 10  | 36 | 100 | 230 | −130 | 37     |

### Beste Scorer
Quelle:
Abkürzungen: Sp = Spiele, T = Tore, A = Assists, SM = Strafminuten
| Pl  | Spieler         | Mannschaft | Sp | T  | A  | Punkte | +/- | SM |
| --- | --------------- | ---------- | -- | -- | -- | ------ | --- | -- |
| 1.  | Steve Kariya    | Ilves      | 55 | 24 | 35 | 59     | 17  | 32 |
| 2.  | Pasi Saarela    | Lukko      | 56 | 31 | 24 | 55     | 13  | 42 |
| 3.  | Kimmo Kuhta     | HIFK       | 56 | 29 | 20 | 49     | 6   | 36 |
| 4.  | Kai Nurminen    | TPS        | 54 | 25 | 24 | 49     | 7   | 42 |
| 5.  | Frank Banham    | SaiPa      | 56 | 24 | 25 | 49     | −22 | 70 |
| 6.  | Jussi Jokinen   | Kärpät     | 56 | 23 | 24 | 47     | 13  | 24 |
| 7.  | Jarkko Immonen  | JYP        | 54 | 19 | 28 | 47     | 3   | 24 |
| 8.  | Glen Metropolit | Jokerit    | 51 | 16 | 31 | 47     | 21  | 42 |
| 9.  | Hannes Hyvönen  | Ilves      | 36 | 27 | 18 | 45     | 16  | 51 |
| 10. | Ladislav Kohn   | Blues      | 56 | 17 | 28 | 45     | 1   | 90 |

### Beste Torhüter
Quelle:
Abkürzungen: SP = Spiele, Min = Spielzeit (min:sek), S = Siege, N = Niederlagen, GT = Gegentore, GS = gehaltene Schüsse, SO = Shutouts, GTS = Gegentorschnitt, GS% = gehaltene Schüsse (in %)
| Pl | Spieler        | Mannschaft | Sp | Min     | S  | N  | GT | GS   | SO | GTS  | GS%   |
| -- | -------------- | ---------- | -- | ------- | -- | -- | -- | ---- | -- | ---- | ----- |
| 1. | Tim Thomas     | Jokerit    | 54 | 3266:41 | 34 | 13 | 86 | 1503 | 15 | 1,58 | 94,59 |
| 2. | Tomas Vokoun   | HIFK       | 19 | 1148:26 | 11 | 4  | 35 | 544  | 2  | 1,83 | 93,96 |
| 3. | Petri Vehanen  | Lukko      | 17 | 1027:25 | 8  | 6  | 38 | 540  | 2  | 2,22 | 93,43 |
| 4. | Dwayne Roloson | Lukko      | 34 | 2048:42 | 20 | 10 | 70 | 940  | 4  | 2,05 | 93,07 |
| 5. | Mika Noronen   | HPK        | 27 | 1614:22 | 14 | 8  | 54 | 686  | 2  | 2,01 | 92,7  |

## Play-offs
Quelle:

### Modus
Die Plätze 1–6 waren automatisch für die Play-offs qualifiziert. Die Plätze 7–10 mussten sich in einer zusätzlichen Best-of-3-Runde durchsetzen, wobei Platz 7 gegen Platz 10 und Platz 8 gegen Platz 9 antrat.
Für das Halbfinale qualifizierten sich die Mannschaften, die im Viertelfinale gegen ihren Gegner von sieben Spielen die meisten gewonnen hatten. Im Halbfinale wurden nur noch fünf Spiele gegen den Gegner gespielt. Die Sieger der Halbfinals zogen ins Finale ein, während die Verlierer im kleinen Finale um den dritten Platz spielten. Im Finale wurden ebenfalls fünf Spiele gespielt. Wer die meisten Spiele gewann, war Sieger der Saison. In der Runde um Platz 3 wurde lediglich ein Spiel gespielt. Die jeweiligen Gegner wurden so zusammengestellt, dass die bestplatzierte Mannschaft gegen die schlechteste spielt, die zweitbeste, gegen die zweitschlechteste, und so weiter. Ein Spiel dauerte so, wie in der Hauptsaison, insgesamt 60 Minuten. Nach der regulären Zeit wurden Verlängerungen von jeweils 20 Minuten Länge gespielt, bis ein Sieger durch ein entscheidendes Tor gefunden wurde.

### Play-off-Qualifikation
| Ilves – Ässät                    | Ilves – Ässät | Ilves – Ässät | Ilves – Ässät |
| -------------------------------- | ------------- | ------------- | ------------- |
| 12. März                         | Ilves         | Ässät         | 3-1           |
| 14. März                         | Ässät         | Ilves         | 1-4           |
| Ilves qualifiziert sich mit 2:0. |               |               |               |

| JYP – Tappara                      | JYP – Tappara | JYP – Tappara | JYP – Tappara |
| ---------------------------------- | ------------- | ------------- | ------------- |
| 12. März                           | JYP           | Tappara       | 6-4           |
| 14. März                           | Tappara       | JYP           | 1-0           |
| 14. März                           | JYP           | Tappara       | 0-4           |
| Tappara qualifiziert sich mit 2:1. |               |               |               |

### Turnierbaum
|  | Viertelfinale   | Viertelfinale   |               |                 | Halbfinale       | Halbfinale |  |  | Finale   | Finale   |
|  |                 |                 |               |                 |                  |            |  |  |          |          |
|  | 18. – 25.3.2005 |                 |               |                 |                  |            |  |  |          |          |
|  | Kärpät          | 4               |               |                 |                  |            |  |  |          |          |
|  | Kärpät          | 4               | 1. – 5.4.2005 |                 |                  |            |  |  |          |          |
|  | Tappara         | 1               |               |                 |                  |            |  |  |          |          |
|  | Tappara         | 1               | Kärpät        | 3               |                  |            |  |  |          |          |
|  |                 |                 | Kärpät        | 3               |                  |            |  |  |          |          |
|  |                 | Lukko           | 0             |                 |                  |            |  |  |          |          |
|  | HIFK            | Lukko           | 0             | 1               |                  |            |  |  |          |          |
|  | HIFK            |                 |               | 1               |                  |            |  |  |          |          |
|  | Lukko           | 4               |               | 12. – 17.4.2005 | 12. – 17.4.2005  |            |  |  |          |          |
|  | 23. – 24.3.2005 | 23. – 24.3.2005 | Kärpät        | 3               |                  |            |  |  |          |          |
|  | 23. – 25.3.2005 | 23. – 25.3.2005 |               | Jokerit         | 1                |            |  |  |          |          |
|  | Jokerit         | 4               |               |                 |                  |            |  |  |          |          |
|  | Ilves           | 1               |               |                 |                  |            |  |  |          |          |
|  | Ilves           | 1               | Jokerit       | 3               |                  |            |  |  |          |          |
|  |                 |                 | Jokerit       | 3               | Spiel um Platz 3 |            |  |  |          |          |
|  |                 | HPK             | 0             |                 |                  |            |  |  |          |          |
|  | HPK             | HPK             | 0             | 4               | HPK              | 1          |  |  |          |          |
|  | HPK             | 1. – 5.4.2005   |               | 4               | HPK              | 1          |  |  |          |          |
|  | TPS             | 2               |               | Lukko           | 0                |            |  |  |          |          |
|  | TPS             | 2               |               |                 | 0                |            |  |  |          |          |
|  | 23. – 27.3.2005 | 23. – 27.3.2005 |               |                 |                  |            |  |  | 8.4.2005 | 8.4.2005 |

### Viertelfinale
| Kärpät – Tappara        | Kärpät – Tappara | Kärpät – Tappara | Kärpät – Tappara |
| ----------------------- | ---------------- | ---------------- | ---------------- |
| 18. März                | Kärpät           | Tappara          | 2-0              |
| 19. März                | Tappara          | Kärpät           | 2-3              |
| 22. März                | Kärpät           | Tappara          | 0-1              |
| 23. März                | Tappara          | Kärpät           | 1-5              |
| 25. März                | Kärpät           | Tappara          | 6-2              |
| Kärpät gewinnt mit 4:1. |                  |                  |                  |

| HIFK – Lukko           | HIFK – Lukko | HIFK – Lukko | HIFK – Lukko |
| ---------------------- | ------------ | ------------ | ------------ |
| 17. März               | HIFK         | Lukko        | 2-3 n. V.    |
| 18. März               | Lukko        | HIFK         | 3-0          |
| 21. März               | HIFK         | Lukko        | 4-3 n. V.    |
| 22. März               | Lukko        | HIFK         | 2-0          |
| 24. März               | HIFK         | Lukko        | 2-5          |
| Lukko gewinnt mit 4:1. |              |              |              |

| Jokerit – Ilves          | Jokerit – Ilves | Jokerit – Ilves | Jokerit – Ilves |
| ------------------------ | --------------- | --------------- | --------------- |
| 18. März                 | Jokerit         | Ilves           | 5-2             |
| 20. März                 | Ilves           | Jokerit         | 3-2             |
| 22. März                 | Jokerit         | Ilves           | 7-1             |
| 24. März                 | Ilves           | Jokerit         | 1-3             |
| 25. März                 | Jokerit         | Ilves           | 4-1             |
| Jokerit gewinnt mit 4:1. |                 |                 |                 |

| HPK – TPS            | HPK – TPS | HPK – TPS | HPK – TPS |
| -------------------- | --------- | --------- | --------- |
| 18. März             | HPK       | TPS       | 3-2       |
| 19. März             | TPS       | HPK       | 3-2       |
| 22. März             | HPK       | TPS       | 4-1       |
| 23. März             | TPS       | HPK       | 3-2       |
| 25. März             | HPK       | TPS       | 4-3       |
| 27. März             | TPS       | HPK       | 0-3       |
| HPK gewinnt mit 4:2. |           |           |           |

### Halbfinale
| Kärpät – Lukko          | Kärpät – Lukko | Kärpät – Lukko | Kärpät – Lukko |
| ----------------------- | -------------- | -------------- | -------------- |
| 1. April                | Kärpät         | Lukko          | 3-0            |
| 2. April                | Lukko          | Kärpät         | 1-3            |
| 5. April                | Kärpät         | Lukko          | 4-3            |
| Kärpät gewinnt mit 3:0. |                |                |                |

| Jokerit – HPK            | Jokerit – HPK | Jokerit – HPK | Jokerit – HPK |
| ------------------------ | ------------- | ------------- | ------------- |
| 1. April                 | Jokerit       | HPK           | 5-3           |
| 2. April                 | HPK           | Jokerit       | 2-3           |
| 5. April                 | Jokerit       | HPK           | 4-1           |
| Jokerit gewinnt mit 3:0. |               |               |               |

### Dritter Platz

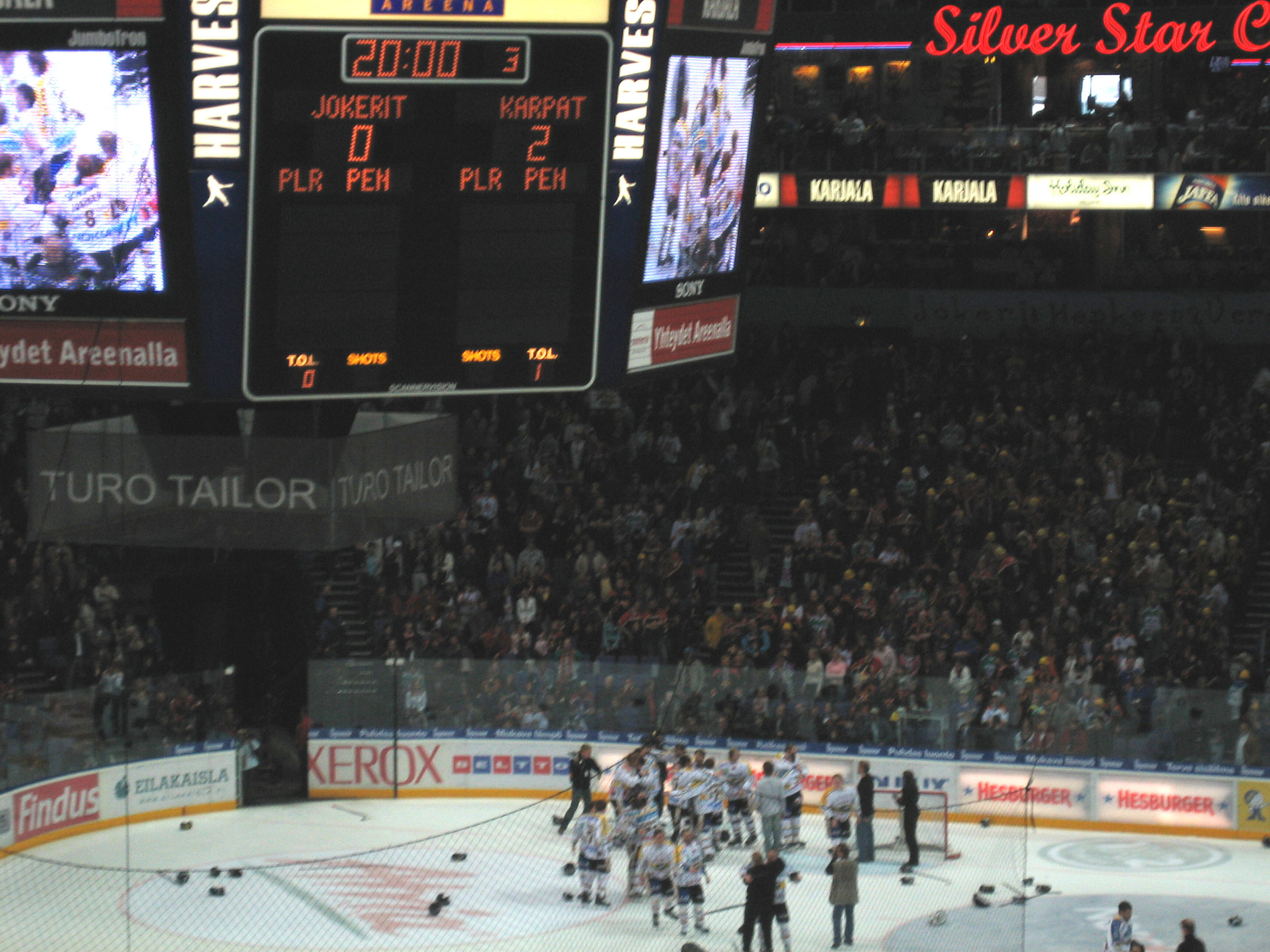
Kärpät feiert den Meisterschaftssieg in Helsinki

| HPK – Lukko         | HPK – Lukko | HPK – Lukko | HPK – Lukko |
| ------------------- | ----------- | ----------- | ----------- |
| 8. April            | HPK         | Lukko       | 4-3 n. V.   |
| HPK gewinnt Bronze. |             |             |             |

### Finale
| Kärpät – Jokerit                                                 | Kärpät – Jokerit | Kärpät – Jokerit | Kärpät – Jokerit |
| ---------------------------------------------------------------- | ---------------- | ---------------- | ---------------- |
| 12. April                                                        | Kärpät           | Jokerit          | 3-2 n. V.        |
| 14. April                                                        | Jokerit          | Kärpät           | 1-2              |
| 15. April                                                        | Kärpät           | Jokerit          | 1-2              |
| 17. April                                                        | Jokerit          | Kärpät           | 0-2              |
| Kärpät gewinnt die Meisterschaft mit 3:1. Jokerit erhält Silber. |                  |                  |                  |

### Finnischer Meister
| Finnischer Meister Kärpät Oulu | Torhüter: Niklas Bäckström, Pekka Rinne Verteidiger: Josef Boumedienne, Topi Jaakola, Oskari Korpikari, Lasse Kukkonen, Mikko Lehtonen, Kimmo Lotvonen, Ilkka Mikkola, Janne Niinimaa, Ari Vallin, Antti Ylönen Angreifer: Juhamatti Aaltonen, Antti Aarnio, Juha-Pekka Haataja, Jussi Jokinen, Henrik Juntunen, Tommi Paakkolanvaara, Sakari Palsola, Janne Pesonen, Mika Pyörälä, Pekka Saarenheimo, Toni Sihvonen, Eero Somervuori, Petr Tenkrát, Viktor Ujčík, Jari Viuhkola Cheftrainer: Kari Jalonen |

### Beste Scorer
Quelle:
Abkürzungen: Sp = Spiele, T = Tore, A = Assists, P = Punkte, SM = Strafminuten
| Pl  | Spieler           | Mannschaft | Sp | T | A  | Punkte | +/- | SM |
| --- | ----------------- | ---------- | -- | - | -- | ------ | --- | -- |
| 1.  | Jari Viuhkola     | Kärpät     | 12 | 5 | 10 | 15     | 11  | 6  |
| 2.  | Marko Jantunen    | Jokerit    | 12 | 6 | 7  | 13     | 1   | 2  |
| 3.  | Petr Tenkrát      | Kärpät     | 13 | 7 | 4  | 11     | 12  | 6  |
| 4.  | Jani Rita         | HPK        | 10 | 7 | 4  | 11     | 4   | 4  |
| 5.  | Valtteri Filppula | Jokerit    | 12 | 5 | 6  | 11     | 7   | 2  |
| 6.  | Glen Metropolit   | Jokerit    | 12 | 5 | 6  | 11     | 3   | 20 |
| 7.  | Pasi Saarela      | Lukko      | 9  | 3 | 7  | 10     | −5  | 4  |
| 8.  | Riku Hahl         | HPK        | 10 | 2 | 6  | 8      | 5   | 2  |
| 9.  | Sami Lepistö      | Jokerit    | 12 | 1 | 7  | 8      | 6   | 12 |
| 10. | Josh Holden       | HPK        | 10 | 6 | 1  | 7      | 5   | 12 |

### Beste Torhüter
Quelle:
Abkürzungen: SP = Spiele, Min = Spielzeit (min:sek), S = Siege; N = Niederlagen, GT = Gegentore, GS = gehaltene Schüsse, SO = Shutouts, GTS = Gegentorschnitt, GS% = gehaltene Schüsse (in %)
| Pl | Spieler          | Mannschaft | Sp | Min    | S  | N | GT | GS  | SO | GTS  | GS%   |
| -- | ---------------- | ---------- | -- | ------ | -- | - | -- | --- | -- | ---- | ----- |
| 1. | Niklas Bäckström | Kärpät     | 12 | 720:20 | 10 | 2 | 15 | 283 | 3  | 1,25 | 94,97 |
| 2. | Mika Lehto       | Tappara    | 7  | 370:02 | 3  | 3 | 11 | 195 | 3  | 1,78 | 94,66 |
| 3. | Dwayne Roloson   | Lukko      | 9  | 511:57 | 4  | 5 | 18 | 288 | 2  | 2,11 | 94,12 |
| 4. | Tim Thomas       | Jokerit    | 12 | 720:37 | 8  | 4 | 22 | 335 | 0  | 1,83 | 93,84 |
| 5. | Jan Lundell      | HIFK       | 3  | 115:44 | 1  | 1 | 3  | 37  | 0  | 1,56 | 92,5  |

## Auszeichnungen
| Auszeichnung                    | Gewinner          | Mannschaft |
| ------------------------------- | ----------------- | ---------- |
| Aarne-Honkavaara-Trophäe        | Pasi Saarela      | Lukko      |
| Harry-Lindbladin-Gedenk-Trophäe | Kärpät            | Kärpät     |
| Jari-Kurri-Trophäe              | Niklas Bäckström  | Kärpät     |
| Jarmo Wasaman muistopalkinto    | Simo Vidgren      | Ilves      |
| Kalevi-Numminen-Trophäe         | Kari Jalonen      | Kärpät     |
| Kanada-malja                    | Kärpät            | Kärpät     |
| Kultainen kypärä                | Tim Thomas        | Jokerit    |
| Lasse-Oksanen-Trophäe           | Tim Thomas        | Jokerit    |
| Matti-Keinonen-Trophäe          | Jukka Voutilainen | HPK        |
| Pekka-Rautakallio-Trophäe       | Ilkka Mikkola     | Kärpät     |
| Pentti-Isotalo-Trophäe          | Antti Orelma      | –          |
| Raimo-Kilpiö-Trophäe            | Jani Rita         | HPK        |
| Unto-Wiitala-Trophäe            | Jari Levonen      | –          |
| Urpo-Ylönen-Trophäe             | Niklas Bäckström  | Kärpät     |
| Veli-Pekka-Ketola-Trophäe       | Steve Kariya      | Ilves      |